# Kull

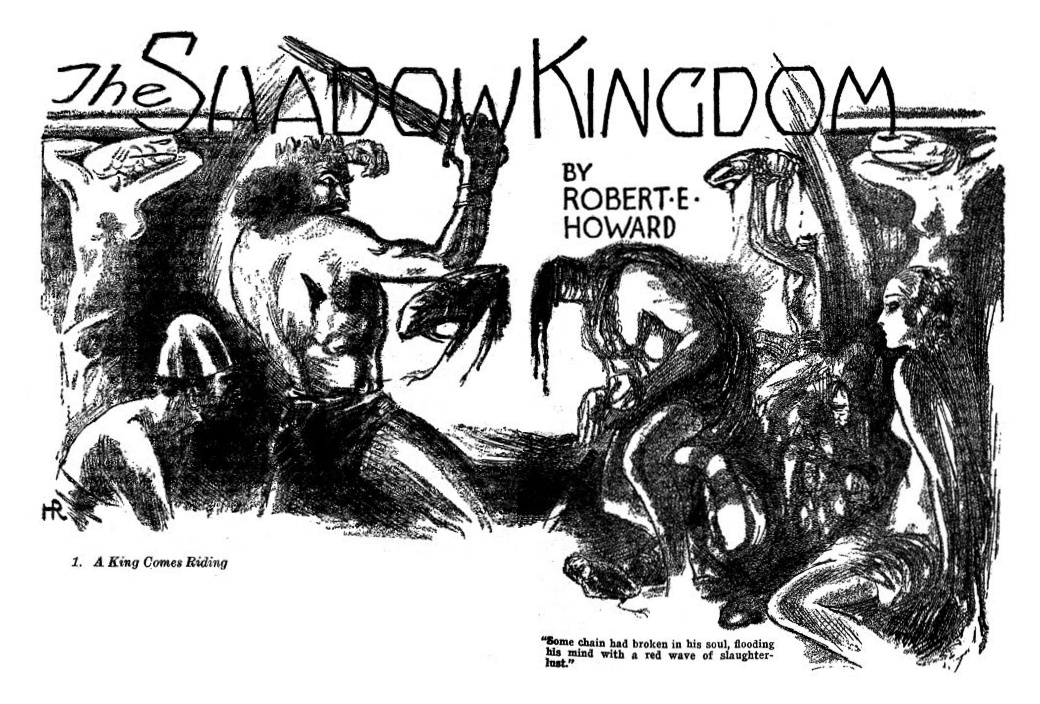
Kull em "The Shadow Kingdom" em Weird Tales, agosto de 1929, arte de Hugh Rankin

Kull da Atlântida ou Kull o Conquistador é um personagem fictício criado pelo escritor Robert E. Howard. O personagem era mais introspectivo do que a criação subseqüente de Howard, Conan, o Bárbaro, cuja primeira aparição foi em uma história reescrita de Kull.

Sua primeira aparição publicada foi no conto "The Shadow Kingdom", publicado em agosto de 1929 na revista pulp Weird Tales. Kull foi interpretado pelo ator Kevin Sorbo no filme Kull the Conqueror, lançado em 1997.

## Biografia

### Vida em Atlântida
Kull nasceu na Atlântida pré-cataclísmica, 100.000 a.C., descrita como habitada na época por tribos bárbaras. A leste da Atlântida fica o antigo continente de Thuria, do qual a porção noroeste é dividida entre vários reinos civilizados. O mais poderoso entre eles era a Valusia; outros incluíam Commoria, Grondar, Kamelia, Thule e Verulia. Note que a palavra "Thuria" nunca aparece em nenhuma das histórias de Kull. Howard cunhou o termo enquanto ligava o mundo de Kull a Conan no ensaio "A Era Hiboriana" de 1936. 
Kull nasceu em uma tribo estabelecida no Vale do Tigre da Atlântida. Tanto o vale quanto a tribo foram destruídos por uma inundação, enquanto Kull ainda era criança, com isso, o jovem Kull acaba vivendo como uma criança selvagem por muitos anos. Kull foi capturado pela tribo Sea-Mountain e eventualmente adotado por eles. Em "Exile of Atlantis", um adolescente Kull concede uma morte rápida a uma mulher para que ela não seja queimada até a morte por uma multidão. Por esse ato altruísta, Kull é exilado da Atlântida.

### Escravo, pirata, fora da lei e gladiador
Kull tentou chegar a Thuria, mas foi capturado pelos Piratas Lemurianos. Ele passou um par de anos como escravo de galera antes de recuperar sua liberdade durante um motim.
Ele tentou a vida como pirata entre o final da adolescência e seus vinte e poucos anos. Suas habilidades de luta e coragem permitiram que ele se tornasse capitão de seu próprio navio. Logo, Kull ganhou uma reputação assustadora por si mesmo nos mares que cercam a Atlântida e Thuria. Kull perdeu seu navio e tripulação em uma batalha naval ao largo da costa da Valusia, mas mais uma vez sobreviveu. Ele se estabeleceu na Valusia como um fora da lei. No entanto, sua carreira criminosa provou ser de curta duração, pois ele logo foi capturado pelos valusianos e aprisionado em uma masmorra. Seus captores lhe ofereceram uma escolha: execução ou serviço como gladiador. Ele escolheu o último. Depois de provar ser um combatente efetivo e ganhar fama nas arenas da capital, vários fãs ajudaram a recuperar sua liberdade.

### Soldado e rei
Kull nunca saiu da Valusia ou retornou à vida de um fora da lei. Em vez disso, ele se juntou ao exército real como um mercenário, buscando a elevação através das fileiras. Em "The Curse of the Golden Skull", Kull, que se aproxima dos seus trinta anos, é recrutado pelo rei Borna da Valusia em uma missão contra o ambicioso feiticeiro Rotath da Lemúria. Kull prova ser um assassino eficaz.
Borna promoveu Kull no comando geral de suas forças mercenárias. O próprio Borna, no entanto, ganhou uma reputação por sua crueldade e despotismo. Houve descontentamento com o governo de Borna entre a nobreza que levou eventualmente à guerra civil. Os mercenários mostraram-se mais leais a Kull do que qualquer outro líder, permitindo que ele se tornasse o primeiro líder na revolta e depois no rei. Kull matou Borna e assumiu seu trono enquanto ainda estava com trinta e poucos anos. Em "The Shadow Kingdom", Kull passou seis meses no trono valusiano e enfrenta a primeira conspiração contra ele.
A série continuou com Kull descobrindo que ganhar a coroa era mais fácil do que protegê-la. Ele enfrenta vários desafios internos e externos ao longo da série. A conspiração de seus cortesãos deixa Kull quase constantemente ameaçado de perda de vida e trono. O rei idoso está cada vez mais ciente da Espada de Dâmocles que ele herdou junto com a coroa.
"The Mirrors of Tuzun Thune" encontra Kull chegando aos 40 anos e se tornando progressivamente mais introspectivo. O antigo bárbaro fica perdido nas contemplações da filosofia. Neste ponto, a série termina. Seu destino é deixado incerto.

## Histórias
Apenas três histórias de Kull foram publicadas antes de Howard se suicidar em 1936:
- "The Shadow Kingdom" (Publicada pela primeira vez em Weird Tales, Agosto de 1929)

- "The Mirrors of Tuzun Thune" (Publicada pela primeira vez em Weird Tales, Setembro de 1929)

- "Kings of the Night" (Publicada pela primeira vez em Weird Tales, Novembro de 1930)

Howard também escreveu outras nove histórias de Kull, que só foram publicadas muito depois:
- "The Altar and the Scorpion" (Publicada pela primeira vez em  King Kull, 1967)

- "The Black City" (Publicada pela primeira vez em King Kull, 1967) Também conhecida como "The Black Abyss".

- "By This Axe, I Rule" (Publicada pela primeira vez em King Kull, 1967) Reescrita por Howard como uma história de Conan, "The Phoenix on the Sword".

- "The Curse of the Golden Skull" (Publicada pela primeira vez em The Howard Collector #9, Primavera de 1967)

- "Delcardes' Cat" (Publicada pela primeira vez em King Kull, 1967) Também conhecida como "The Cat and the Skull".

- "Exile of Atlantis" (Publicada pela primeira vez em  King Kull, 1967) Originalmente sem título, batizada por Glenn Lord.

- "Riders Beyond the Sunrise" (Publicada pela primeira vez em  Kull: The Fabulous Warrior King, 1978, embora uma versão editada por Lin Carter tenha sido publicada em King Kull, 1967) Originalmente sem título, batizada por Lin Carter.

- "The Skull of Silence" (Publicada pela primeira vez em King Kull, 1967). Também conhecida como "The Screaming Skull of Silence".

- "The Striking of the Gong" (Publicada pela primeira vez em Second Book of Robert E. Howard, embora uma versão editada por Lin Carter tenha sido publicada em King Kull, 1967)

- "Swords of the Purple Kingdom" (Publicada pela primeira vez em King Kull, 1967)

- "Wizards and Warriors" (Publicada pela primeira vez em Kull: The Fabulous Warrior King, 1978, embora uma versão editada por Lin Carter tenha sido publicada em King Kull, 1967) Originalmente sem título, batizada por Lin Carter.

Finalmente, Howard também escreveu um poema de Kull:
- "The King and the Oak"

## Estilo
Kull é o precursor literário direto de Conan, o bárbaro. A primeira história de Conan (tanto como uma peça escrita quanto publicada), "The Phoenix on the Sword, é uma versão reescrita de uma história anterior de Kullm, "By This Axe, I Rule". A versão Conan tem uma história de fundo completamente nova, menos filosofia, mais ação e mais elementos sobrenaturais para torná-lo mais vendável. Muitas passagens de ambas as histórias ainda correspondem palavra por palavra.
Uma diferença notável entre Kull e Conan são suas respectivas atitudes em relação às mulheres. Enquanto Conan é um notável mulherengo, encontrando um novo interesse amoroso em quase todas as suas histórias, Kull é repetidamente mencionado como desinteressado em ter tal apego. Embora altamente cavalheiresco e em várias ocasiões ajudando pares de amantes estelares a alcançar uma consumação feliz, ele nunca é mencionado como tendo qualquer relação com uma mulher. Tampouco Kull demonstra interesse em se casar e fundar uma dinastia, como Conan faz em "The Hour of the Dragon", e nenhum dos sábios conselheiros de Kull menciona essa questão.

## Adaptações

### Histórias em quadrinhos
Kull foi adaptado para as histórias em quadrinhos pela Marvel Comics em três séries entre 1971 e 1985. A primeira foi desenhada por Marie Severin e seu irmão John Severin. Ele também apareceu várias vezes na série The Savage Sword of Conan. Uma graphic novel, Kull: The Vale of Shadow, foi publicada em 1989.
Em 2006, a Dark Horse Comics comprou os direitos de usar Kull para uma nova série, a primeira edição foi baseada em "The Shadow Kingdom". A partir de 2012, três mini-séries foram publicadas, Kull, Kull: The Hate Witch e Kull: The Cat e the Skull. Alguns fãs estavam insatisfeitos com a interpretação de Brule.
Em 2017, a IDW Publishing conseguiu a licença e começou a publicar Kull Eternal, usando The Mirrors of Tuzun Thune como uma fundação de Kull em um cenário moderno.

### Filmes
O filme Conan, o Bárbaro, de 1982, estrelado por Arnold Schwarzenegger, emprestou muitos elementos das histórias de Kull de Howard. O principal vilão, Thulsa Doom, era da série Kull, assim como o culto da serpente. O início da vida de Conan como escravo e gladiador no filme se baseia fortemente na história de Kull e apenas compartilha pequenos detalhes com as origens literárias de Conan; Conan nunca foi um escravo ou um gladiador nas histórias de Howard, e deixou Ciméria por sua própria vontade.
Em 1997 foi lançado o filme Kull the Conqueror estrelado por Kevin Sorbo. O filme foi originalmente concebido para ser um filme de Conan e alguns elementos deste permanecem. A base da história e vários nomes podem ser diretamente relacionados à história de Conan "The Hour of the Dragon".